# 男川

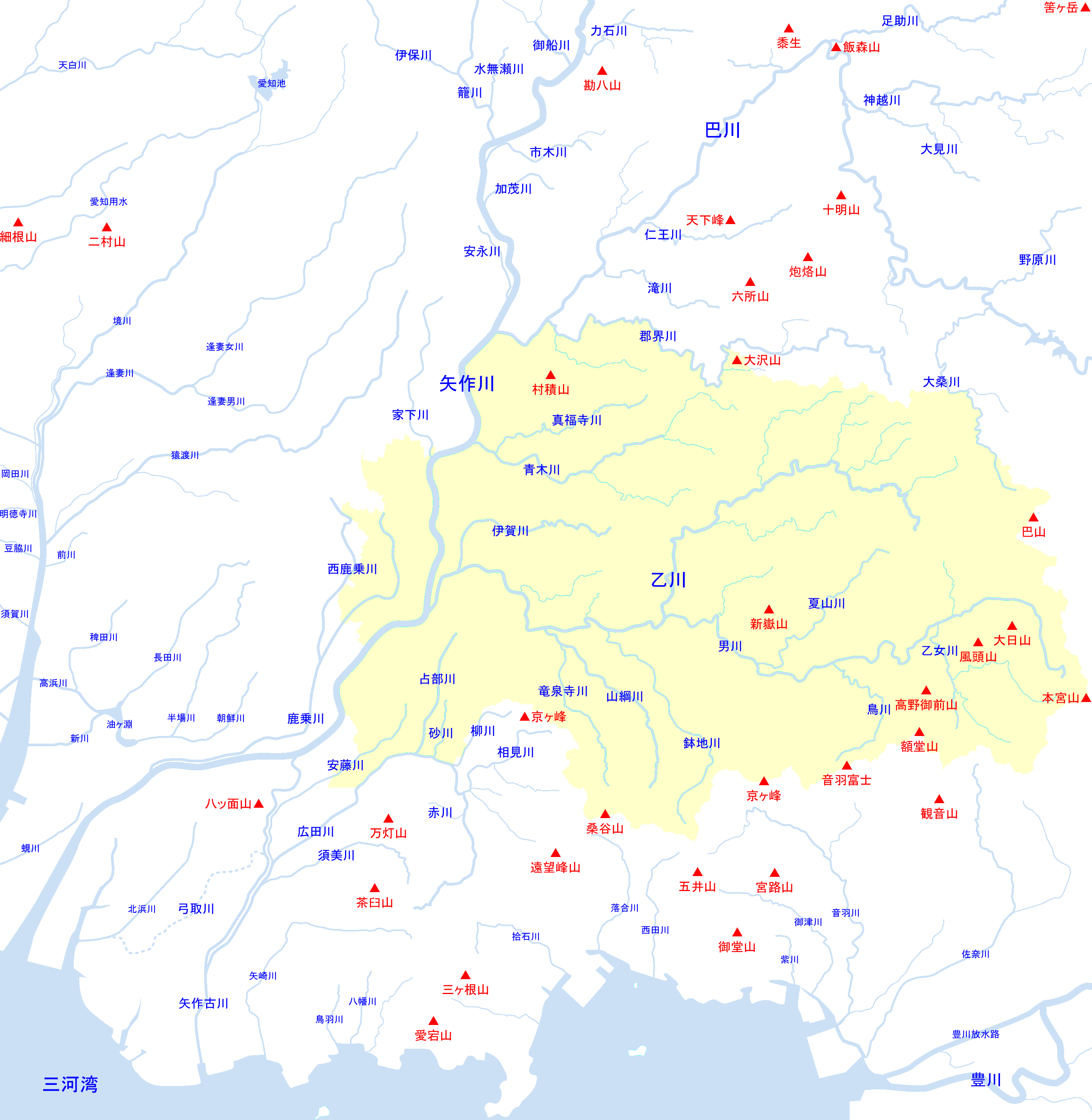
岡崎市周辺の地理

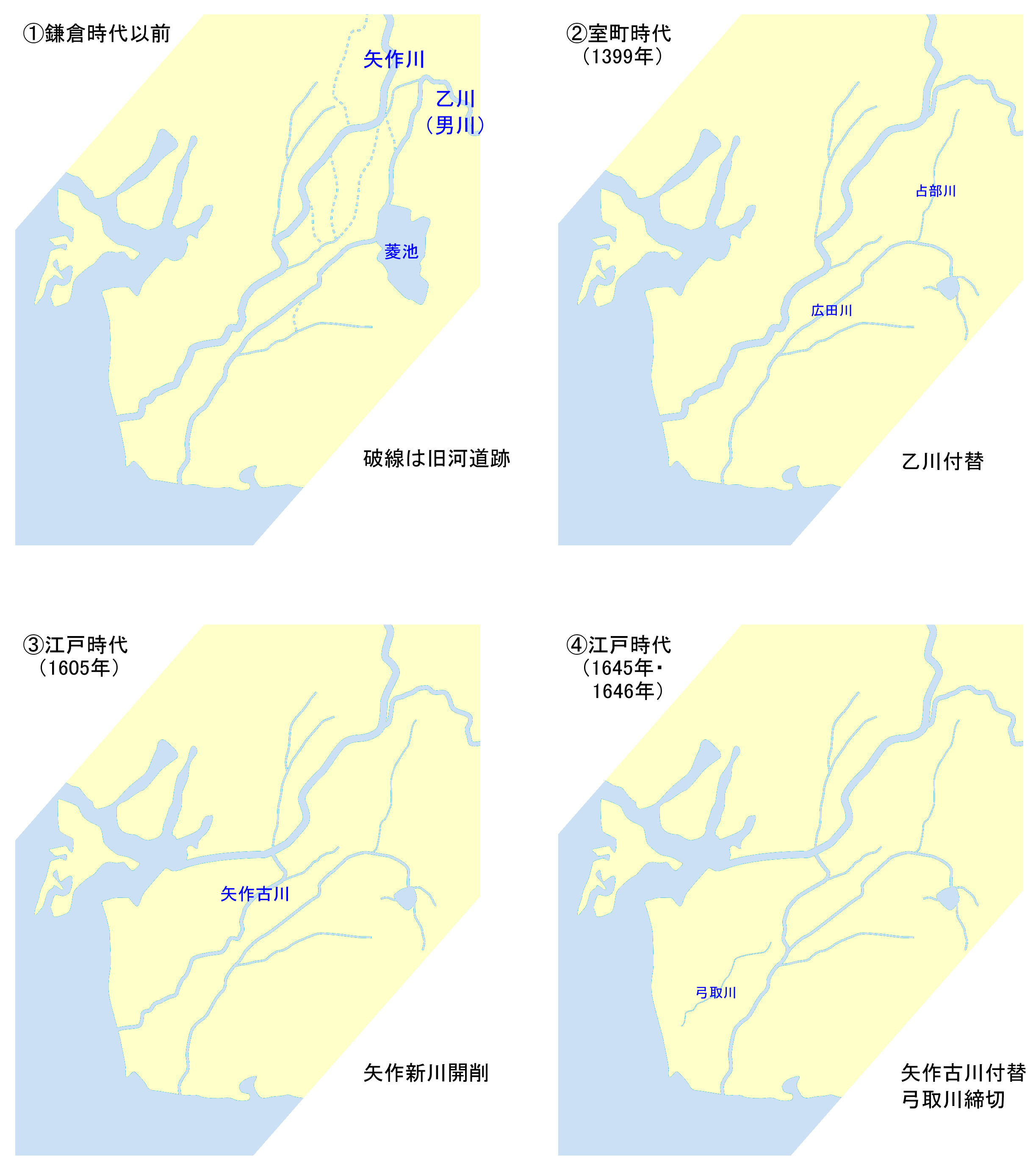
矢作川下流支派川の河川改修の歴史

男川（おとがわ、おとこがわ）は、愛知県岡崎市東部を流れる矢作川水系の一級河川。

## 概要
愛知県岡崎市東端の豊川市・新城市境付近にある本宮山を水源として西に流れ、岡崎市茅原沢町付近で乙川に合流する。流路延長23.3キロメートル、流域面積110平方キロメートル。上流部は闇苅渓谷の名で知られる景勝地である。
現在の男川は乙川の支流となっているが、中世以前は現在の男川・乙川から占部川・広田川へと流れる川筋が「男川」と呼ばれていた。古い史料には男川について、
春夏の頃は小鮎多く石に触れて瀬々をのぼる，この辺りの奇観なり—『東海道名所図絵』（1796年・寛政9年）
との記述もある。現在の川筋となる以前の男川は瀬や淵が多く、特に現在の乙川が大きく蛇行する付近（岡崎市丸山町）の深いよどみは俗に「竜宮」と呼ばれ、竜宮をめぐる伝説も残る。
なお、男川の漁業権は乙川など周辺河川とともに「男川漁業協同組合」が持っている。

## 流域の自治体
愛知県
岡崎市

## 主な橋梁
- 追分橋（愛知県道37号岡崎作手清岳線）：闇苅渓谷入口前
- 不動橋（愛知県道37号岡崎作手清岳線）：上記より僅か下流
- 双瀬橋（愛知県道334号千万町豊川線）
- 御堂橋（岡崎市道淡渕原山線：わんパーク入口）
- 滝下橋（岡崎市道牧平淡渕線）
- 滝尻橋（岡崎市道片寄滝尻線）
- 豊橋（愛知県道377号豊川片寄線）
- 新学校橋（岡崎市道原下衣文1号線）
- 学校橋（岡崎市道樫山下衣文線）
- 額田大橋（国道473号）
- 樫山大橋（岡崎市道樫山大橋線：国道473号旧道）
- 桜井寺橋（岡崎市道原下衣文1号線）
- 新東名高速道路
- 御所戸橋（岡崎市道生平御所戸橋線）
- 学校橋（愛知県道324号生平幸田線）